# 阿普列利夫西克
47°51′9″N 31°59′9″E / 47.85250°N 31.98583°E
阿普列利夫西克（烏克蘭語：Апрелівське），是烏克蘭中部的村莊，隸屬基洛夫格勒州的克羅皮夫尼茨基區。該村面積0.73平方公里，海拔高度128米，2001年人口329，人口密度每平方公里450.1人。